# Estação Bellas Artes (Metrô da Cidade do México)
A Estação Bellas Artes é uma das estações do Metrô da Cidade do México, situada na Cidade do México, entre a Estação Hidalgo, a Estação Allende, a Estação Garibaldi-Lagunilla e a Estação San Juan de Letrán. Administrada pelo Sistema de Transporte Colectivo, faz parte da Linha 2 e da Linha 8.
Foi inaugurada em 14 de setembro de 1970. Localiza-se no cruzamento do Eixo Central Lázaro Cárdenas com a Avenida Hidalgo-Tacuba. Atende os bairros Guerrero e do Centro, situados na demarcação territorial de Cuauhtémoc. A estação registrou um movimento de 20.105.901 passageiros em 2016.